# Hans Bodenstedt
Hans Bodenstedt (* 25. Oktober 1887 in Magdeburg-Sudenburg; † 10. Dezember 1958 in Feldafing, Bayern) war ein deutscher Rundfunkpionier. Bodenstedt arbeitete als Programmleiter, Autor und Sprecher und tat viel für die Entwicklung der Rundfunkreportage und des Hörspiels. Bodenstedt verfasste Libretti, bearbeitete Operetten für die Aufführung im Rundfunk, schrieb Märchentexte und war der Schöpfer der populären Kinderfunk-Figur „Funkheinzelmann“.

## Leben
Bodenstedt war Sohn des Louis Bodenstedt und der Wilhelmine geb. Schmidt. Er wurde mit 18 Jahren Redakteur beim „Harzer Kurier“. 1915 veröffentlichte er Earl of Munchhousens Abenteuer im Weltkriege, eine Sammlung von losen Kriegsabenteuern der Figur des Barons Münchhausen im Ersten Weltkrieg, der hier als englischer Royalist erscheint und statt auf einer Kanonenkugel auf einem Torpedo reitet, letztlich eine Propagandaschrift zur Entlarvung der „verbrecherischen“ Absichten der Engländer und anderer Nationen.
Es folgten Aufenthalte in Berlin und München. 1922, mit 35 Jahren, wurde er Journalist bei den Hamburger Nachrichten. Er begeisterte sich für die Entwicklung des Hörfunks und begleitete sie unter dem Pseudonym Sindbad journalistisch, was den Aufsichtsratsvorsitzenden der Nordischen Rundfunk AG (NORAG) auf ihn aufmerksam machte.
1924 übernahm Bodenstedt sowohl die Leitung der künstlerischen und wissenschaftlichen Abteilung sowie als Direktor die Gesamtleitung der NORAG und holte dorthin auch Hans Freundt als Autor, Regisseur und Sprecher. Ab 1. Juni 1929 war er Intendant der NORAG. Nach der Machtergreifung der Nationalsozialisten wurde Bodenstedt im Zuge der Gleichschaltung der deutschen Rundfunkgesellschaften am 28. Juni 1933 entlassen. Bodenstedt war zum 1. Mai 1933 der NSDAP beigetreten (Mitgliedsnummer 2.997.983) und wurde Direktor der NS-Verlage „Blut und Boden“, „Zucht und Sitte“ und „Ährenlese“. Außerdem fungierte er als Schriftleiter der Zeitschriften „Odal“ und „Zucht und Sitte“. Trotz seiner Parteimitgliedschaft konnte er nach Ende des Zweiten Weltkrieges wieder als Mitarbeiter beim Kinderfunk des NWDR in Hamburg arbeiten.
Der Funkheinzelmann, dessen Autor und Sprecher Hans Bodenstedt selbst war, wird als sein „Lieblingskind“ bezeichnet. Die Märchen vom Funkheinzelmann waren wohl die früheste Kinderserie des deutschen Rundfunks, sie erschienen auch als Bücher (1924 u. 1925) und als Schallplatten. Der Funkheinzelmann ist eines der frühesten Beispiele für die Vermarktung einer Rundfunkfigur und ein Beispiel für einen gut funktionierenden Medienverbund.
Zwischen 1939 und 1944 war er Herausgeber von 26 Bänden der Reihe „Die Bücher der Ährenlese“, die im „Verlag Blut und Boden“ in Goslar erschien. 1946 nannte Max Grundig seinen legendären ersten Radio (-bausatz) Heinzelmann, wobei mit großer Wahrscheinlichkeit der Funkheinzelmann als Pate gelten kann.
Hans Bodenstedt war der zweite Ehemann von Alice Fliegel. Aus gesundheitlichen Gründen nahm er 1953 Abschied vom Rundfunk und übersiedelte nach Oberbayern, wo er im 71. Lebensjahr verstarb.

## Werke
- Earl of Munchhousens Abenteuer im Weltkriege. Mit 3 Abbildungen und einer Kartenskizze. Deutsche Zeitungsgesellschaft, Berlin [1915], 79 S. (auf Umschlag: Münchhausen im Weltkriege).
- 8 Tage im Harz: das Buch der Wanderungen, Sagen und Märchen. Thale am Harz: Verl. des „Harzer Kurier“, ca. 1921
- Die Phantasien der Amati. Verfasser: Hans Bodenstedt. 20 S. kl. 8°. Verlag: Blankenburg a. H., Chr. Fr. Vieweg's Verlh. 1921.
- Märchen vom Funkheinzelmann von Hans Bodenstedt; Bilder von Johannes Magerfleisch; Musik von F. Uders.158 p.: ill.; 22 cm. Hamburg: Von Danckelmann, cop. 1924.
- Funkheinzelmann, der Wanderbursch: Neue Märchen von Hans Bodenstedt; mit Zeichnungen von Hanns Gröninger, 16 Bl. Ill. 4°. Berlin, Springborn-Verl. [1925] (= Märchen vom Funkheinzelmann, / Hans Bodenstedt; 2).
- „Der Herr der Erde. Grossfunkspiel in 6 Sdgn.“ von Hans Bodenstedt; Alice Fliegel. Musik von Horst Platen. Führer mit Texten; 40 S. mit Abb. 4°. Hamburg: Rufu-Verlagsgesellschaft [Leipzig] [G. Brauns] 1926
- Das Goldene Buch der Jungen. Hrsg. von Hans Bodenstedt. Mitarb.: Graf Arco; Hermann Bahr; Henry Barrelet [u. a.] 266 S. Mit 48 Bildseiten [Taf.] gr. 8°. Berlin, Eigenbrödler-Verlag 1928
- Funkheinzelmanns Harz-Märchen: ein Buch von Freude und Sonne für klein und groß. Thale (Harz): Funkheinzelmann-Verlag Welchert, ca. 1929

Libretti
- Der keusche Benjamin. Schwank-Operette (zusammen mit Max Steiner-Kaiser). Musik: Leon Jessel. UA 1923 Hamburg
- Orpheus in der Unterwelt / Orphée aux enfers: Eine Parodie nach Hector Cremieux. Für d. Rundfunk bearb. v. Hans Bodenstedt. Musik v. Jacques Offenbach. 48 S.; kl. 8°. Hamburg: Rufu-Verlagsges., 1925 (= Rufu-Textbücher, Jg. 2, H. 13.)
- Leichte Kavallerie, musikalisches Volksspiel in drei Akten, von Hans Bodenstedt. Musik: Franz von Suppè; musikalische Neufassung von Horst Platen. Neurevision. Klavierauszug. 93 p. Verlag: Berlin, E. Bote & G. Bock [©1952]
- Grete Minde, Oper. Musik: Eugen Engel. UA 2022 Magdeburg

## Tondokumente (Auswahl)
- Homocord 4-2360 (M 19163): Funkheinzelmann stellt sich vor. Funkheinzelmann-Märchen, erzählt vom Funkheinzelmann Hans Bodenstedt, Vortrag. Musikalische Illustration: Fritz Gartz. A 1.12.27 Youtube
- Homocord 4-2360 (M 19245): Funkheinzelmann beim Ticketick. Funkheinzelmann-Märchen, erzählt vom Funkheinzelmann Hans Bodenstedt, Vortrag. Musikalische Illustration: Fritz Gartz. A 1.12.27 Youtube
- Homocord 4-2361 (M 19164): Funkheinzelmann im Glockenland. Funkheinzelmann-Märchen, erzählt vom Funkheinzelmann Hans Bodenstedt. Musikal. Ill. Fritz Gartz. A … 27 Youtube
- Homocord 4-2361 (M 19311): Die güldene Trompete. Funkheinzelmann-Märchen, erzählt vom Funkheinzelmann Hans Bodenstedt. Musikal. Ill. Fritz Gartz. A … 27
- Homocord 4-2661 (M 19982) Der Vogelpeter. Funkheinzelmann-Märchen, erzählt vom Funkheinzelmann Hans Bodenstedt. A … 28 Youtube
- Homocord 4-2362 (M 19246): Wenn das Fräulein Violine Hochzeit macht. Funkheinzelmann-Märchen, erzählt vom Funkheinzelmann Hans Bodenstedt. Musikal. Ill. Fritz Gartz. A 25.10.28 Youtube
- Homocord 4-2362 (M 19310): Der singende Baum. Funkheinzelmann-Märchen, erzählt vom Funkheinzelmann Hans Bodenstedt, mit Gesang von Kurt Rodeck. Musikalische Illustration: Fritz Gartz, A 24.10.28
- Homocord 4-2662 (T. M 20058): Der Grillengeiger. Funkheinzelmann-Märchen, erzählt vom Funkheinzelmann Hans Bodenstedt, A 17.6.28
- Homocord 4-2662 (T. M 20059): Der Singepuck. Funkheinzelmann-Märchen, erzählt vom Funkheinzelmann Hans Bodenstedt, A 16.6.28
- Deutsche Mainacht der Hitlerjugend und des Bundes deutscher Mädel in der Hitlerjugend am 30. April 1933 im Harz (Deutscher Rundfunk 30. April 1933)[7]